# Udo Quellmalz
Udo Quellmalz, född den 8 mars 1967 i Leipzig, Tyskland, är en tysk judoutövare.
Han tog OS-brons i herrarnas halv lättvikt i samband med de olympiska judotävlingarna 1992 i Barcelona.
Han tog OS-guld i samma viktklass i samband med de olympiska judotävlingarna 1996 i Atlanta.